# Traveling Stars
《Traveling Stars》（日语：トラベリングスターズ）是於2015年8月28日發售的Windows平台18禁戀愛冒險遊戲，由HOOKSOFT製作。2016年3月18日發售Fandisc《Traveling Stars MiniFanDisc ジルコニアVer.》（トラベリングスターズ MiniFanDisc ジルコニアVer.）。2016年11月24日由GN Software發售PlayStation Vita平台。

## 故事簡介
某天，男主角獅堂相馬成為突然和人界連接上的異世界進行交流、獲取那邊的發達的魔法文化的人質。 
溫柔地照顧了在新世界中不知所措的相馬的巨乳高等精靈大姐姐，以神秘的美貌俘獲人心的吸血鬼，從像天使一般的美少女到小惡魔類型的女孩子，甚至包括貓耳、犬耳應有盡有。
兩個世界開始進行交流已經過了10年。等待著返回人界的相馬的，是人類和異世界人攜手創造的空中都市。
相馬進入了作為交流的基點新設立的魔法學校。因為同時接觸過雙方的文化，而被周圍依靠、憧憬、仰慕的，曾經非常平凡的少年，作為特別的存在走上了新的起跑線。

## 登場角色
獅堂相馬
男主角。某天，成為突然和人界連接上的異世界進行交流、獲取那邊的發達的魔法文化的人質。
櫻海紗彩
獅堂相馬的青梅竹馬。和相馬時隔數年再會。
（聲優：上田朱音）
從異世界來的高等精靈的女孩子。
（聲優：松井彩夏）
言行冷漠，彷彿是常人心中描繪的絕對強者吸血鬼的形象的體現的女性。
（聲優：早乙女綾）
從英國來的女孩子。而且是生於真正的魔女家系的女孩子。
（聲優：藤森ゆき奈）
一位天使，是個可以讓神明降臨己身的特殊存在。因為至今為止都為了傳達神明的話語而活，所以沒有自己思考、自己做出行動過。稱呼相馬為「哥哥」。
（聲優：木ノ下やや）
作為第一步前來征服人界的惡魔女孩子。擁有著在魔族之國成為女王的目標。
（聲優：櫻川未央）
貓耳少女。所屬「hunter's guild」。
（聲優：今古皆美）

負責騎士教會、學院的老師、magic item的開發負責人等工作的魔法師。
（聲優：秋本ねりね）

天谷鈴音
性格開朗、天真爛漫的女孩。偶爾會惡作劇。

## 評價
《Traveling Stars》在日本美少女游戏与动画相关商品销售网站Getchu.com的2015年8月销量榜上排名第3名，2015年9月排名第23名，全年排名第31名。